# Scharrendorf
Scharrendorf ist ein Ortsteil der Stadt Twistringen im niedersächsischen Landkreis Diepholz.

## Geografie

### Lage
Scharrendorf liegt im südöstlichen Bereich der Stadt Twistringen, 1 km südöstlich vom Kernort Twistringen entfernt. 

### Nachbarorte
Nachbarorte sind – von Norden aus im Uhrzeigersinn – Twistringen (Zentrum), Stelle, Wedehorn, Ehrenburg, Heiligenloh und Mörsen.

## Geschichte
Seit der Gebietsreform, die am 1. März 1974 in Kraft trat, ist die vorher selbstständige Gemeinde Scharrendorf mit den beiden Ortsteilen Scharrendorf und Stöttinghausen eine von acht Ortschaften der Stadt Twistringen.

## Politik

### Ortsrat
Der Ortsrat, der den Ortsteil Scharrendorf vertritt, setzt sich aus neun Mitgliedern zusammen. Die Ratsmitglieder werden durch eine Kommunalwahl für jeweils fünf Jahre gewählt. Die aktuelle Amtszeit begann am 1. November 2021 und endet am 31. Oktober 2026.
Bei der Kommunalwahl 2021 ergab sich folgende Sitzverteilung:
| Ortsrat 2021Insgesamt 9 Sitze - Grüne: 1 - FWG: 1 - FDP: 1 - CDU: 6 |

### Ortsbürgermeister
Ortsbürgermeister ist seit dem 1. November 2016 Rolf Meyer (CDU). Vorgänger Hubert Diephaus-Borchers (CDU) hatte das Amt von 1996 bis 2016 bekleidet. Davor hatte Manfred Werft (CDU) das Amt von Franz Werner (CDU) übernommen.

## Infrastruktur

### Verkehr

#### Straßen
Scharrendorf liegt fernab des großen Verkehrs. Die Bundesautobahn 1 verläuft 18 km entfernt nordwestlich. Die von Bassum über Twistringen (Kernort) und Diepholz nach Osnabrück führende Bundesstraße 51 verläuft nordwestlich, 1 km entfernt. Die Landesstraße L 342 von Twistringen (Kernort) über Goldenstedt nach Vechta verläuft nordwestlich in 1 km Entfernung. 
In Scharrendorf gibt es – im Gegensatz zu einigen kleineren Ortsteilen von Twistringen – Straßenbezeichnungen und nicht nur Hausnummern, sodass sich Einwohner, Postboten, Lieferanten und Besucher gut orientieren können.

### Sehenswürdigkeiten

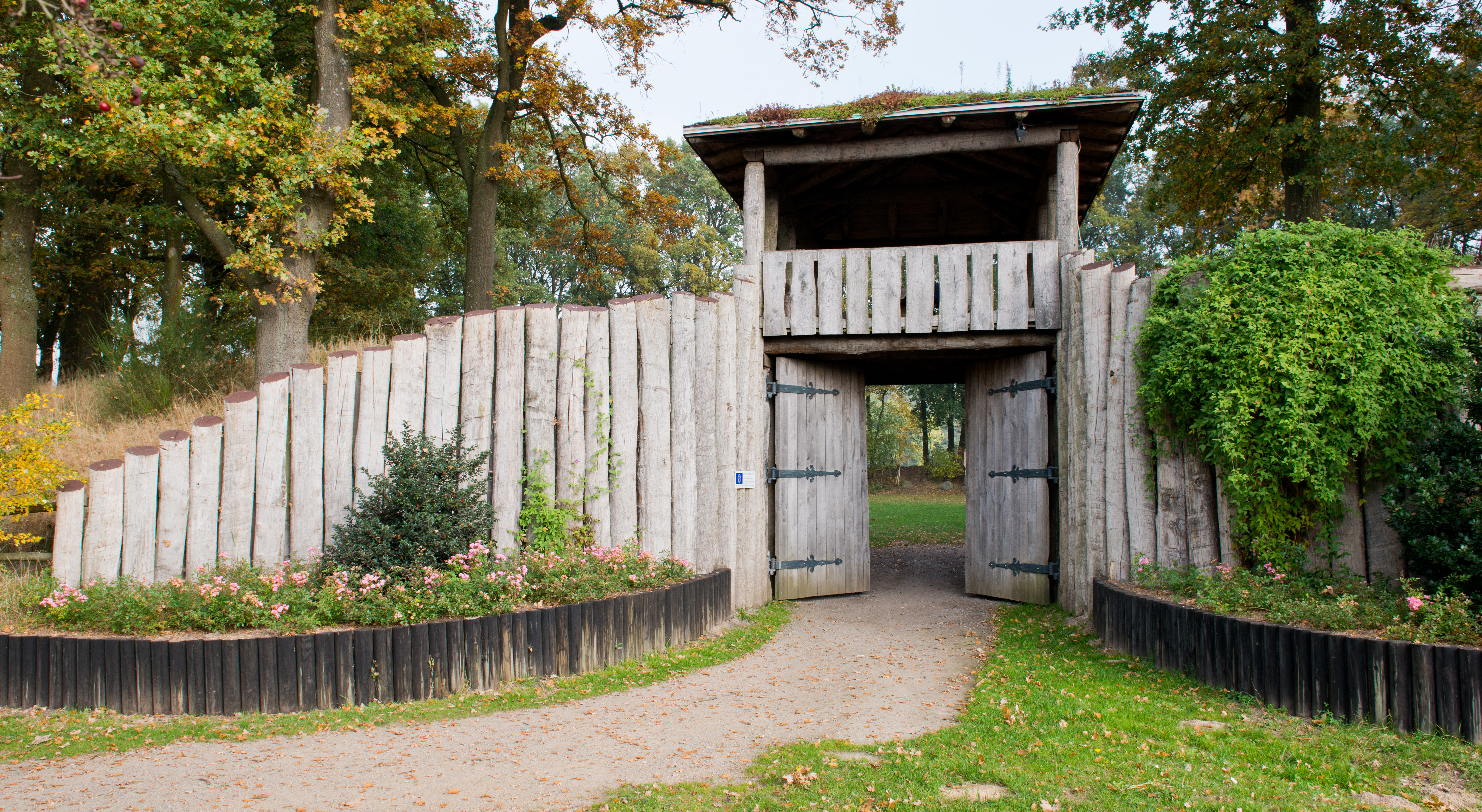
2005 rekonstruierter Eingang zum Ringwall (Hünenburg)

Im Ortsteil Stöttinghausen befindet sich die so genannte Hünenburg. Es ist ein frühgeschichtlicher Ringwall mit einem Durchmesser von etwa 80 m. Dabei handelt es sich um die Reste einer frühgeschichtlichen Wehranlage aus dem 5. bis 9. Jahrhundert. Im Jahr 1932 ergab eine Untersuchung des Wallinneren, dass sich ehemals mehrere Gebäude darin befanden. Der örtliche „Heimatverein Scharrendorf-Stöttinghausen zur Hünenburg e. V.“ hat sich im Jahr 2001 unter anderem gegründet, um die Hünenburg zu rekonstruieren und hierfür öffentliche Fördergelder zu akquirieren. 2005 wurde das hölzerne Eingangstor zur Hünenburg rekonstruiert. Im Jahr 2008 folgte das erste Gebäude im Innenbereich der Anlage. Den Abschluss bildete im Jahr 2014 die Errichtung eines Backhauses. Hierdurch erhielt die Ringwallanlage wieder einen annähernd burgähnlichen Charakter. Die Pflege und Instandhaltung der Anlage hat der örtliche Heimatverein übernommen, der mit der Stadt Twistringen einen langfristigen Nutzungsvertrag geschlossen hat. Durch diesen Vertrag ist dem örtlichen Heimatverein das Hausrecht zugesprochen worden, das nunmehr gemeinsam mit der Stadt Twistringen ausgeübt wird.

#### Baudenkmale
In der Liste der Baudenkmale in Twistringen sind für Scharrendorf vier Baudenkmale aufgeführt.

## Vereine
- Der Schützenverein Scharrendorf-Stöttinghausen e. V. existiert seit 1903. Neben dem Schützenfest und dem Schießbetrieb stehen Aktivitäten zur Pflege der Dorfgemeinschaft auf dem Programm.[4]
- Der Heimatverein Scharrendorf-Stöttinghausen e. V. hat es sich zur Aufgabe gemacht, das Kulturdenkmal Hünenburg der Nachwelt zu erhalten.[5]